# Lagan Dasht
Lagan Dasht (persiska: رَگَن دَشت, لگن دشت) är en ort i Iran.   Den ligger i provinsen Mazandaran, i den norra delen av landet, 170 km nordost om huvudstaden Teheran. Lagan Dasht ligger 11 meter över havet och antalet invånare är 500.
Terrängen runt Lagan Dasht är huvudsakligen platt, men söderut är den kuperad. Runt Lagan Dasht är det ganska tätbefolkat, med 111 invånare per kvadratkilometer. Närmaste större samhälle är Sari, 4,1 km öster om Lagan Dasht. Runt Lagan Dasht är det i huvudsak tätbebyggt.